# Lachrimae Caravaggio
Lachrimae Caravaggio (Łzy Carravagia) – projekt Jordiego Savalla polegający na muzycznej i słownej ilustracji siedmiu malowideł Caravaggia powiązanych z tematyką śmierci. Motywy muzyczne przeplatają się z tekstami autorstwa Dominique'a Fernandeza, przybliżającymi poszczególne dzieła malarza. Łzy Carravagia powstały na zamówienie Muzeum Sztuki Narodowej Katalonii w Barcelonie.
Pomysł na takie połączenie różnych form artystycznych powstał na wiosnę 2005 roku. Nagrania dokonano w październiku i listopadzie 2006 roku w kolegiacie na zamku w Cardonie. Brały w niej udział, pod dyrekcją Jordiego Savalla, orkiestra Le Concert des Nations oraz zespół Hesperion XXI. Płyta została wydana w kwietniu 2007 przez wydawnictwo Alia Vox.
Pierwsze światowe koncertowe wykonanie Lachrimae Caravaggio odbyło się 18 marca 2008 roku w Krakowie, podczas piątej edycji festiwalu Misteria Paschalia. Koncert odbył się w kościele św. Katarzyny. Polski tekst ilustrujący obrazy Caravaggia czytał Jerzy Trela.

## Utwory
|  | 1. Cantus Caravaggio I (2:29) 2. 1 Lachrimae Tristes (3:12) 3. Deloratio I (3:52) 4. Planetus Caravaggio I (2:10) |  | 1. Extasis (2:08) 2. Fantasia (3:29) (adaptacja Gesualdo) 3. 2 Lachrimae Invocantis (2:20) 4. Sinfonia di Guerra (0:47) (adaptacja Monteverdiego) 5. Pugna & Damnatio (1:53) |  | 1. Imploratio (1:37) 2. Deploratio II (3:18) 3. Concentus (5:27) (adaptacja Rossiego) 4. 3 Lachrimae Dolcissima (2:32) |

|  | 1. Durezze E Ligature (2:54) (adaptacja Trabaciego) 2. Passacaglia "Umbrae" (2:16) 3. Cantus Caravaggio II "O Lux" (3:07) 4. 4 Lachrimae Amara (2:14) |  | 1. Transitio (0:33) 2. Passacaglia "Libertas" (3:16) 3. 5 Lachrimae Dolente (1:45) 4. Deploratio III (3:09) 5. Consonanze Stravaganti (1:40) (adaptacja Trabaciego) |  | 1. Cantus Caravaggio III "Extempore" (1:56) 2. 6 Lachrimae Gementes (2:00) 3. Spiritum Morientis (3:09) 4. Liberatio (2:06) |

|  | 1. Deploratio IV (3:47) 2. 7 Lachrimae Exultantes (2:32) 3. Planctus Caravaggio II (4:13) 4. Cantus Caravaggio IV "In Memoriam" (1:17) |

Autorem muzyki jest Jordi Savall (poza wymienionymi wyżej adaptacjami utworów innych kompozytorów). Część utworów powstało w wyniku swobodnej improwizacji poszczególnych muzyków.

## Obrazy
|                    |                         |                   |                   |              |                              |                       |
| Ofiarowanie Izaaka | Męczeństwo św. Mateusza | Madonna di Loreto | Złożenie do grobu | Śmierć Marii | Ścięcie św. Jana Chrzciciela | Dawid z głową Goliata |
| 1593               | 1599–1600               | 1604–1606         | 1602–1603         | 1606         | 1608                         | 1607                  |
| Statio I           | Statio II               | Statio III        | Statio IV         | Statio V     | Statio VI                    | Statio VII            |

## Nagranie
- Jordi Savall, Lachrimae Caravaggio, Festival de Maguelone 2012 - film na YouTube.